# 1-bromopropano
Il 1-bromopropano è un alogenuro alchilico di formula CH3CH2CH2Br, isomero del 2-bromopropano. Viene principalmente utilizzato come solvente per grassi, cere e resine e nelle sintesi organiche